# Bulbophyllum khaoyaiense
Bulbophyllum khaoyaiense är en orkidéart som beskrevs av Gunnar Seidenfaden. Bulbophyllum khaoyaiense ingår i släktet Bulbophyllum och familjen orkidéer. Inga underarter finns listade i Catalogue of Life.